# 陶陶

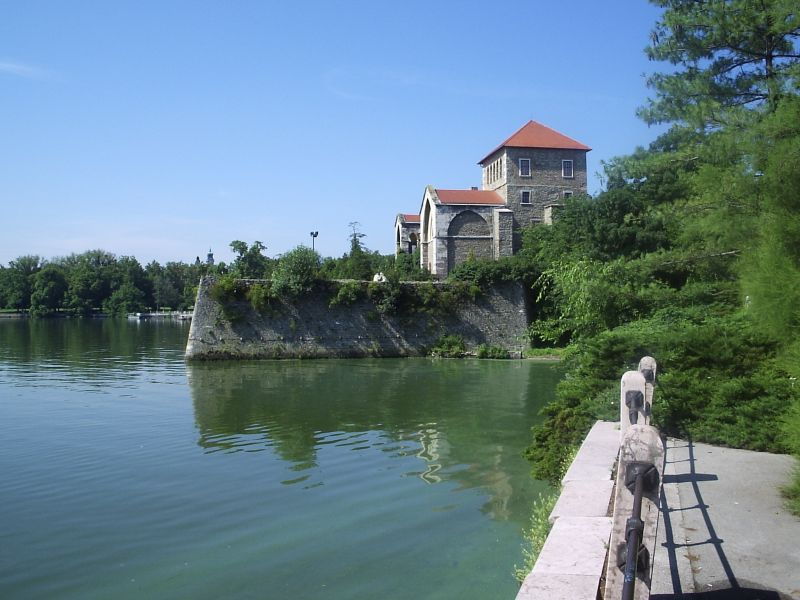

陶陶（匈牙利語：Tata）是匈牙利的城市，位於該國西北部，距離首府陶陶巴尼奧9公里，由科馬羅姆-埃斯泰爾戈姆州負責管轄，面積78.17公里，海拔高度140米，2018年人口23,377，其中約一半居民信奉天主教。

## 外部連結
- Official website （页面存档备份，存于）
- LoveLocks in Tata
- Tata photo gallery